# كريس فرنسيس
كريس فرنسيس (بالإنجليزية: Chris Francis)‏ هو فنان أمريكي، ولد في 1976.